# Фэрвью (тауншип, округ Касс, Миннесота)
Фэрвью (англ. Fairview) — тауншип в округе Касс, Миннесота, США. На 2000 год его население составило 567 человек.

## География
По данным Бюро переписи населения США площадь тауншипа составляет 103,2 км², из которых 92,5 км² занимает суша, а 10,7 км² — вода (10,36 %).

## Демография
По данным переписи населения 2000 года здесь находились 567 человек, 224 домохозяйства и 180 семей.  Плотность населения —  6,1 чел./км².  На территории тауншипа расположено 410 построек со средней плотностью 4,4 построек на один квадратный километр. Расовый состав населения: 98,24 % белых, 0,35 % афроамериканцев, 0,18 % коренных американцев, 0,53 % азиатов и 0,71 % приходится на две или более других рас. Испанцы или латиноамериканцы любой расы составляли 0,71 % от популяции тауншипа.
Из 224 домохозяйств в 26,8 % воспитывались дети до 18 лет, в 75,0 % проживали супружеские пары, в 3,1 % проживали незамужние женщины и в 19,2 % домохозяйств проживали несемейные люди. 15,2 % домохозяйств состояли из одного человека, при том 4,0 % из — одиноких пожилых людей старше 65 лет. Средний размер домохозяйства — 2,53, а семьи — 2,77 человека.
22,9 % населения — младше 18 лет, 4,1 % — в возрасте от 18 до 24 лет, 21,5 % — от 25 до 44, 37,9 % — от 45 до 64, и 13,6 % — старше 65 лет. Средний возраст — 46 лет. На каждые 100 женщин приходилось 105,4 мужчин.  На каждые 100 женщин старше 18 приходилось 104,2 мужчин.
Средний годовой доход домохозяйства составлял 55 000 долларов, а средний годовой доход семьи —  64 583 доллара. Средний доход мужчин —  35 385  долларов, в то время как у женщин — 24 063. Доход на душу населения составил 29 871 доллар. За чертой бедности находились 2,3 % семей и 3,5 % всего населения тауншипа, из которых 2,7 % младше 18 и 5,9 % старше 65 лет.